# Noto (typsnitt)
Noto är en typsnittsfamilj som designats för att täcka samtliga skriftsystem som ingår i Unicode-standarden. Det har designats med målet att olika språk och skriftsystem ska kunna kombineras på ett tilltalande sätt, exempelvis genom att tecknen har getts liknande höjd och linjetjocklek. I likhet med Open Sans så bygger det på typsnittsfamiljen Droid. Typsnittet tas fram på uppdrag av Google och har släppts under Apache-licens.
Namnet Noto är en förkortning för "no tofu". Tofu syftar här på de ihåliga fyrkanter som vanligtvis visas när det saknas typsnitt för ett visst tecken. Tanken är att en användare som installerar samtliga typsnitt aldrig kommer att se dessa fyrkanter.

## Unicode-täckning
Typsnitten har varit under utveckling sedan 2012 och målet är att gradvis täcka hela Unicode. Några skriftsystem finns i flera varianter, exempelvis arabisk skrift som finns i stilarna nasḫ, nastaʿlīq och kufisk.